# Analcimorphus
L'analcimorfo (gen. Analcimorphus) è un mammifero xenartro estinto, appartenente ai pelosi. Visse nel Miocene medio (circa 17 - 16 milioni di anni fa) e i suoi resti fossili sono stati ritrovati in Sudamerica.

## Descrizione
Questo animale doveva essere piuttosto simile ad altri bradipi terricoli del Miocene, come Hapalops. Rispetto a quest'ultimo, tuttavia, Hapalops era di dimensioni più cospicue: era lungo forse due metri e probabilmente pesava circa 65 chilogrammi. Era ancora presente un corto diastema tra i canini e i denti posteriori. Il piede era relativamente arcaico; l'astragalo era lungo e stretto, con una troclea poco profonda e un condilo interno molto basso.

## Classificazione
Analcimorphus era un rappresentante arcaico dei megaterioidi (Megatherioidea), un gruppo di bradipi terricoli comprendenti forme gigantesche come Megatherium ed Eremotherium. Analcimorphus era probabilmente strettamente imparentato con Pelecyodon e Schismotherium.
Analcimorphus venne descritto per la prima volta nel 1891 da Florentino Ameghino, sulla base di resti fossili ritrovati in terreni del Miocene medio in Patagonia. Si conoscono due specie: la specie tipo Analcimorphus inversus e A. giganteus, leggermente più grande.